# Tredje metakarpalbenet

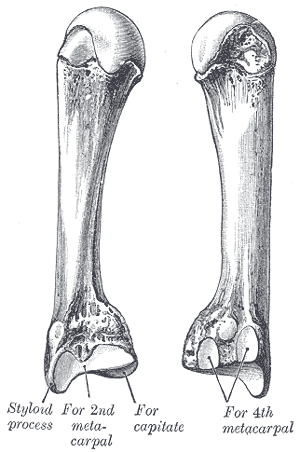
Tredje, vänstra metakarpalbenet.
Illustration: Gray's Anatomy, 1918. (PD)

Tredje metakarpalbenet (latin: os metacarpale III) är i människans kropp långfingrets (digitus medius) ben i mellanhanden (metacarpus). Det tredje metakarpalbenet är något mindre än de andra.
På basens (basis) dorsoradiala sida finns ett pyramidformat benutskott (processus styloideus) som sträcker sig uppåt (proximalt) in bakom handlovsbenet (os capitatum). Distalt om utskottet finns en skrovlighet där m. extensor carpi radialis brevis har sitt fäste. 
Ledhuvudet är platt volart (handflatans sida) och konkavt dorsalt (handryggens sida). Ledhuvudet ledar mot os capitatum.
På ledhuvudets radiala sida finns en slät, konkav ledyta med kontakt med andra metakarpalbenet (os metacarpale II) och på den ulnara sidan finns två ovala ledytor som vetter mot det fjärde metakarpalbenet (os metacarpale IV).
Distalt ledar det tredje metakarpalbenet mot långfingrets grundfalang (phalanx proximalis digiti III).